# Ditypophis vivax
Genre
Espèce
Statut de conservation UICN

 LC  : Préoccupation mineure
Ditypophis vivax, unique représentant du genre Ditypophis, est une espèce de serpents de la famille des Lamprophiidae.

## Répartition
Cette espèce est endémique de l'île de Socotra au Yémen.

## Publication originale
- Günther, 1881 : Descriptions of the amphisbaenians and ophidians collected by Prof. J.B. Balfour in the Island of Socotra. Proceedings of the Zoological Society of London, vol. 1881, p. 461-463 (texte intégral).